# Kamarupa (gebied)

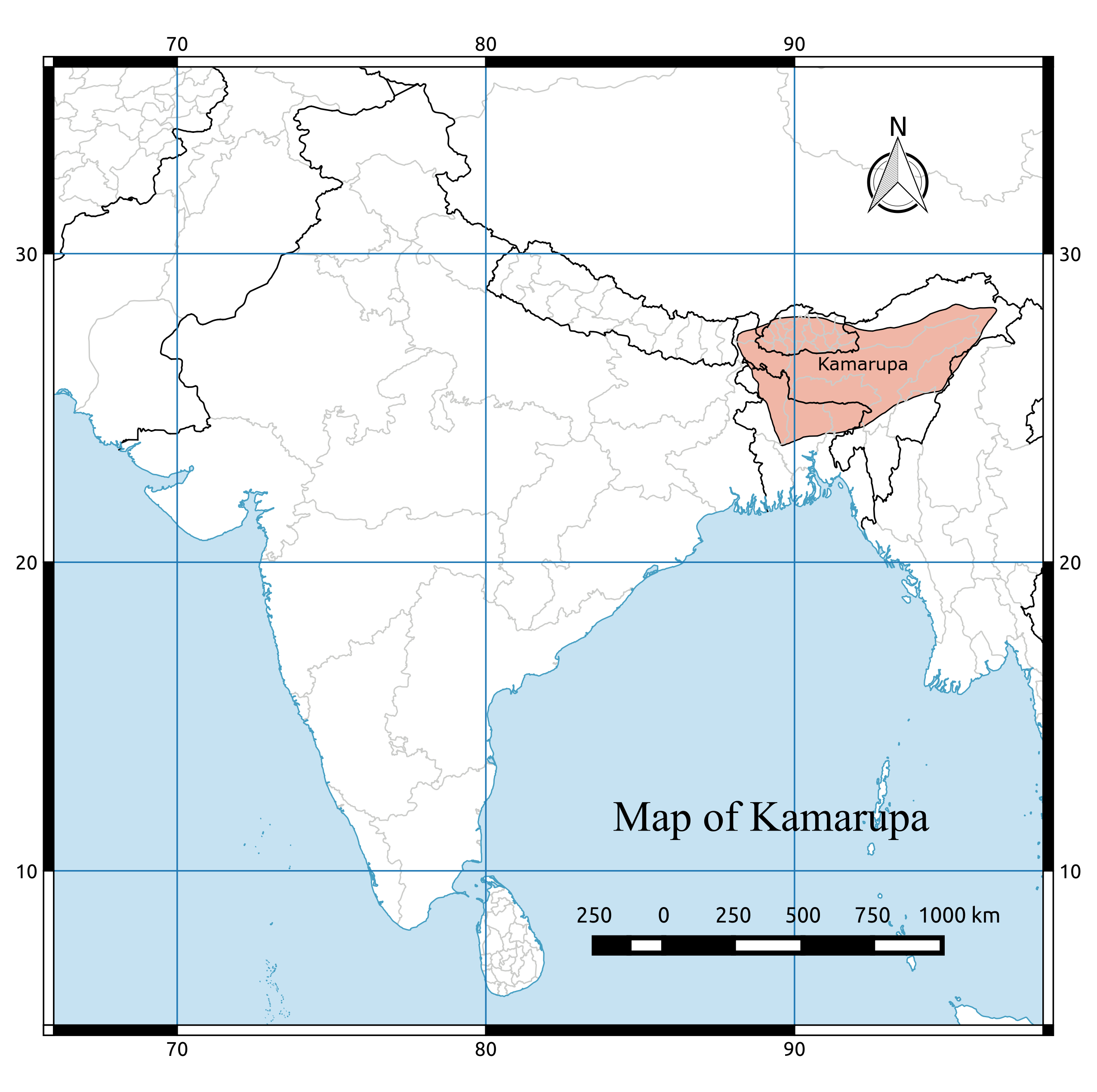
Kamarupa in de 7e en 8e eeuw

Kamarupa is een historisch gebied in het noordoosten van India. Het komt overeen met de vallei van de rivier de Brahmaputra in het westen van Assam en een deel van het noorden van Bengalen. Op het hoogtepunt bevatte Kamarupa ook het oosten van Assam en de opmaat van de Himalaya in Bhutan en het huidige Arunachal Pradesh. De belangrijkste steden waren Pragjyotishpura en Durjaya, tegenwoordig beide in Guwahati. Tegenwoordig ontleent het gebied zijn naam aan het Kamrup District.
In de Oudheid werd het gebied Pragjyotisha genoemd. Deze naam wordt reeds in de Mahabharata vermeld. De naam Kamarupa komt voor het eerst voor in de 5e-eeuwse inscriptie van Guptakeizer Samudragupta in de pilaar van Allahabad, waar Kamarupa genoemd wordt als tribuutplichtige staat. Naast Kamarupa wordt een gebied met de naam Danava genoemd, dat overeenkomt met het centrale deel van Assam. Later komt deze naam niet meer voor, waarschijnlijk omdat het in Kamarupa opgenomen werd. Na het uiteenvallen van het Guptarijk werd Kamarupa geregeerd door achtereenvolgens de Varmandynastie (±350 - ±655), de Mlechchhadynastie (±655 - ±900) en de Paladynastie (±900 - ±1100). De koningen van Kamarupa beweerden af te stammen van de demon Narakasura en waren brahmanisten of vaishna's. Volgens de verslagen van de Chinese pelgrim Xuanzang, die India in de 7e eeuw bezocht, was echter ook het boeddhisme aanwezig in het gebied.
Rond het jaar 1100 werd Kamarupa veroverd door de Bengaalse Palavorst Ramapala. Gedurende de 12e eeuw heersten in Kamarupa enkele opeenvolgende vrijwel zelfstandige koningen, die alleen in naam trouw aan de Palakeizers van Bengalen (Gaur) waren. De 13e eeuw bracht het gebied invallen van islamitische krijgsheren. In 1206 trok Muhammad Khilji door Kamarupa op weg naar Tibet, een expeditie waarbij hij zou sneuvelen. In de politieke chaos die dit veroorzaakte viel Kamarupa uiteen in verschillende rijken, zoals de Kachari's in het westen en de Sutiya's in het oosten. Het gebied werd in de loop van de 13e en 14e eeuw weer verenigd onder de Ahoms. Deze regeerden Assam tot de Britse kolonisatie.